# Allocentrotus
Genre
Allocentrotus  est un genre d'oursins des eaux profondes de la famille des Strongylocentrotidae.

## Description
Ce sont des oursins réguliers à la coquille (« test ») ronde et légèrement aplatie dorsalement. Ils vivent dans les abysses.

## Liste des espèces
Ce genre ne compte qu'une seule espèce vivante à notre époque : Allocentrotus fragilis (Jackson, 1912),.
World Register of Marine Species (6 octobre 2013) ne reconnaît pas ce genre, et le fond dans les Strongylocentrotus (Brandt, 1835) (l'espèce Allocentrotus fragilis y devient donc Strongylocentrotus fragilis).
La taxinomie des Strongylocentrotidae n'est pas encore très bien établie : des études génétiques récentes suggèrent que les espèces Allocentrotus fragilis, Hemicentrotus pulcherrimus, Strongylocentrotus intermedius, Strongylocentrotus purpuratus, Strongylocentrotus pallidus et Strongylocentrotus droebachiensis feraient toutes partie d'un même clade monophylétique, redistribuant ainsi les cartes de ces espèces dans de nouveaux genres.